# Хайделбергски замък
Замъкът в гр. Хайделберг е една от забележителностите на града и на региона Рейн-Некар в югозападната част на Германия. Замъкът е бил резиденция на князете от Курпфалц.

## История
Споменат е за пръв път през 1225 г. Построен на различни етапи, в днешния си вид той носи белезите на няколко архитектурни епохи.
След като католическият Карл Филип през 1720 година премества столицата в новооснования Манхайм, преди всичко на основа на разногласия с преобладаващо протестантстката общност в Хайделберг, дворецът престава да изпълнява официални функции.
Дворецът е разрушаван многократно, като след последното разрушаване от французите през Деветгодишната война (1693 г.) руините му са изоставени. Днес те са привлекателно място за туристи от целия свят.